# آنزیاک
آنزیاک (انگلیسی: Anzyak) یک شهرک در شهرستان دووانسکی در استان باشقیرستان کشور روسیه است.